# Frank Kusche
Frank Kusche, właśc. Frank Müller (ur. 1 sierpnia 1970 w Berlinie) – niemiecki aktor.